# Luzula ovata
Luzula ovata là một loài thực vật có hoa trong họ Juncaceae. Loài này được Edgar mô tả khoa học đầu tiên năm 1975.